# Jonas (seriál)
Jonas (druhá řada v anglickém originále Jonas L.A.) je americký televizní seriál z produkce Disney Channel, který vytvořili Michael Curtis a Roger Schulman a ve kterém hrají Jonas Brothers. První díl byl natočen v září 2008 a odvysílán byl na Disney Channel 2. května 2009. Poslední epizoda byla vysílána 3. října 2010. Na českém Disney Channelu měl seriál premiéru 19. září 2009.
Kevin, Nick a Joe Jonas jsou členy chlapecké kapely Jonas Brothers. Skupina se pohostinsky objevila v 17. srpna 2007 v jedné epizodě seriálu Hannah Montana. Krátce poté televize začala pracovat na tvorbě nového filmu (Camp Rock) a seriálu s Jonas Brothers v hlavní roli.

## Hlavní postavy
| Kevin Jonas          | Kevin Lucas   |
| Joe Jonas            | Joe Lucas     |
| Nick Jonas           | Nick Lucas    |
| Frankie Jonas        | Frankie Lucas |
| Chelsea Staub        | Stella Malone |
| Nicole Gale Anderson | Macy Misa     |
| John Ducey           | Tom Lucas     |

## Vysílání
| Řada | Díly | Premiéra v USA  | Premiéra v USA  | Premiéra v ČR | Premiéra v ČR     |
| Řada | Díly | První díl       | Poslední díl    | První díl     | Poslední díl      |
| ---- | ---- | --------------- | --------------- | ------------- | ----------------- |
| 1    | 21   | 2. května 2009  | 14. března 2010 | 19. září 2009 | 2010              |
| 2    | 13   | 20. června 2010 | 3. října 2010   | 11. září 2010 | 18. prosince 2010 |